# Миньковская, Татьяна
Татьяна Миньковская (род. 27 июня 1975) — российская дзюдоистка, чемпионка и призёр чемпионатов России, мастер спорта России.

## Спортивные результаты
- Чемпионат России по дзюдо 1992 года — ;
- Первенство России по дзюдо среди юниоров 1993 года — ;
- Чемпионат России по дзюдо 1994 года — ;
- Чемпионат России по дзюдо 1995 года — ;
- Чемпионат России по дзюдо 1997 года — ;
- Чемпионат России по дзюдо 1999 года — ;
- Чемпионат России по дзюдо 2000 года — ;
- Международный турнир 2001 года (София) — ;
- Гран-при Дании 2001 года (Роттердам) — ;